# Miroslav Skalický

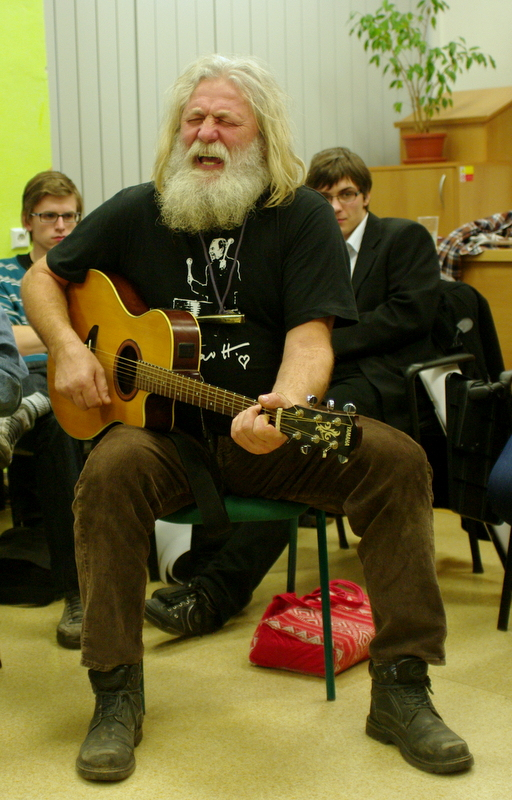
Miroslav Skalický na dějepisné konferenci o druhé kultuře na gymnáziu Olgy Havlové, Ostrava, 2012

Miroslav Skalický, přezdívaný Skalák, je český hudebník, básník a význačná osobnost českého undergroundu. Narodil se 31. srpna 1952 v Praze, ale již od roku 1958 žil s rodinou v Plzni. Roku 1968 se usadil v Chomutově. V sedmdesátých letech založil skupinu The Hever & Vaselina Band, podepsal Chartu 77 a v roce 1980 byl donucen odejít do exilu v Rakousku.
Vydával pouze v samizdatu, například knihy básní a písňových textů The Hever and Vazelína (1975) a Sněhurka and 15 000 000 trpaslíků (1977), sbírky básní Texty (1979) a Texty 1979 (1982). Je zastoupen v několika samizdatových sbornících undergroundové literatury, např. Cs.underground (1984).
Skupina The Hever & Vaselina Band byla členy skupiny kolem roku 2000 obnovena. V roce 2012 vydal Skalický knihu Tesilová verbež. V bývalém mlýně u Meziříčka provozuje kulturní centrum Skalákův mlýn.
Tesilová verbež
Tesilová verbež kráčí na čaje
na čaje kráčí
tesilový sráči
Pořadatel s pleší stojí u dveří
u dveří stojí
pohazuje pleší
Nažehlený puky tlačí se dovnitř
dovnitř se tlačí
tesiloví sráči
Pořadatel čumí, čumí na kvádra
na kvádra čumí
pořadatel s pleší
Ve vodřenejch džínsách přichází chuligán
chuligán vchází
vlasama si hází...
Antologie české poezie I. díl (1966–2006)